# Dustin Dollin
 (mars 2011).
Si vous disposez d'ouvrages ou d'articles de référence ou si vous connaissez des sites web de qualité traitant du thème abordé ici, merci de compléter l'article en donnant les références utiles à sa vérifiabilité et en les liant à la section « Notes et références ».
 (mars 2011).
Sa qualité peut être largement améliorée en utilisant un vocabulaire plus directement compréhensible.
Dustin Dollin est un skateboarder professionnel australien. Il est né à Ballina, en Australie, le 26 juin 1980.
Ses sponsors sont Volcom, Baker, Vans, Independent Trucks, et SpitFire wheels. Il fait partie du groupe des "Piss Drunk", et possède un tatouage "PD" sur le bras.
En matière de tricks[Quoi ?], il skate beaucoup de handrails, gaps, et marches[Quoi ?]. Il est le seul à avoir passé le flip crook sur le rail[Quoi ?] d'Hollywood.